# Sonny Anderson
Anderson da Silva Nilmar (Goiatuba, 19 september 1970) is een Braziliaans voormalig profvoetballer van onder meer FC Barcelona, Olympique Lyon, AS Monaco en het Braziliaans elftal, spelend onder de naam Sonny Anderson. Met zijn spel groeide Anderson in Lyon uit tot dé publiekslieveling en wordt hij gezien als de grondlegger van het dominante Olympique Lyonnais uit de beginjaren van de 21e eeuw. In 2006 zette hij een punt achter zijn carrière en werd hij spitsentrainer in de jeugdopleiding van Olympique Lyon. In 2011 was Anderson directeur spelersbeleid van Neuchâtel Xamax.

## Clubvoetbal
Sonny Anderson kwam in 1992 naar Europa om bij Servette te gaan spelen. Na twee seizoenen, waarin de aanvaller eenendertig keer doel trof, vertrok hij naar Frankrijk waar hij voor Olympique Marseille (1993/94) en AS Monaco (1994–1997) speelde. In 1997 haalde Louis van Gaal Sonny Ânderson voor €25.800.000,- naar FC Barcelona. Door sterke concurrentie van Rivaldo en later ook Patrick Kluivert, wist Sonny Ânderson zijn belofte niet in te lossen bij de Catalaanse club. Aan het einde van het seizoen mocht hij vertrekken bij de club uit Barcelona. Anderson stond in de belangstelling van veel grote clubs, maar in 1999 vertrok hij voor €18.000.000,- naar het ambitieuze Olympique Lyon.
De komst van Anderson maakt binnen de club een omkeer teweeg en zorgt ervoor dat Lyon in het seizoen 2000/01 eindigt als vice-kampioen, om de twee seizoenen erna twee landstitels te winnen. Met vier succesvolle jaren, bestaande uit eenenzeventig doelpunten in de competitie, deelname aan de UEFA Champions League en twee landstitels, werd de publiekslieveling gezien een van de meest emblematische spelers uit de clubhistorie. Dit kwam mede door de basis neer te leggen voor het grote Lyon dat in de beginjaren van de 21e eeuw de Ligue 1 domineerde. Toch kreeg Ânderson steeds meer last van blessures, en besloot na goed overleg met Lyon in 2003 te vertrekken naar het Spaanse Villarreal. Voor deze club maakte hij twaalf doelpunten in achtendertig wedstrijden. Vanaf 2004 speelde Sonny Anderson na financiële problemen bij Al-Rayyan en Al-Gharafa in Qatar.

## Erelijst
Vasco da Gama
- Campeonato Brasileiro Série A: 1989

0Servette
- Nationalliga A: 1993/94

 AS Monaco
- Division 1: 1996/97

 FC Barcelona
- Primera División: 1997/98, 1998/99
- UEFA Super Cup: 1997
- Copa del Rey: 1997/98

 Olympique Lyonnais
- Ligue 1: 2001/02, 2002/03
- Coupe de la Ligue: 2000/01
- Trophée des Champions: 2002

 Villarreal
- UEFA Intertoto Cup: 2003, 2004

Individueel
- Topscorer Nationalliga A: 1993
- Beste Buitenlandse Speler in Zwitserland: 1993
- Topscorer Division 1: 1996, 2000, 2001
- Topscorer Qatari Stars League: 2005

## Trivia
- Sonny Anderson stond erom bekend zijn sokken tot over zijn knieën te dragen. Hiermee inspireerde hij de voetballer Thierry Henry, die dit daarna ook deed, als eerbetoon aan Sonny Anderson.